# تاكا ميشينوكو
تاكا ميشينوكو (باليابانية: 吉田 貴男)، من مواليد 26 أكتوبر 1973م، هو مصارع ياباني محترف سابق، شارك في عدة بطولات ومنها بطولة دبليو دبليو إف الدولية مرة واحدة.

## روابط خارجية
- تاكا ميشينوكو على موقع IMDb (الإنجليزية)
- تاكا ميشينوكو على موقع قاعدة بيانات الفيلم (الإنجليزية)
- تاكا ميشينوكو على موقع CageMatch worker (الإنجليزية)
- تاكا ميشينوكو على موقع قاعدة بيانات المصارعة على الإنترنت (الإنجليزية)
- تاكا ميشينوكو على موقع عالم المصارعة على الإنترنت (الإنجليزية)
- تاكا ميشينوكو على موقع عالم المصارعة على الإنترنت (الإنجليزية)